# رون براينت
رون براينت (بالإنجليزية: Ron Bryant)‏ هو لاعب كرة قاعدة أمريكي، ولد في 12 نوفمبر 1947 في ريدلاندس في الولايات المتحدة.

## وصلات خارجية
- رون براينت على موقعبيزبول رفرنس.كوم (الدوري الرئيسي) (الإنجليزية)
- رون براينت على موقعبيزبول رفرنس.كوم (الدوري الثانوي) (الإنجليزية)